# Фониатрия
Фониатрията (от гръцки phone – звук, глас и iatreia – лечение) е медицинска специалност, раздел от оториноларингологията, изучаващ нарушенията на гласа, речта, слуха и преглъщането. Нарушеното гласообразуване може да е резултат от заболяване, анатомични особености или психологически фактори. Решаването на проблемите във фониаттрията може да бъде тясно свързано и с работата на логопед.